# Questlove
Ами́р Кали́б То́мпсон (англ. Ahmir Khalib Thompson; род. 20 января 1971, Филадельфия, США), известный в профессиональной среде как Questlove (стилизовано ?uestlove) — американский музыкант, рекорд-продюсер, диджей, режиссёр, музыкальный журналист и актёр. Он является барабанщиком и вторым фронтменом (наряду с Black Thought) хип-хоп группы The Roots. С 2014 года The Roots выступают в качестве штатной группы для «The Tonight Show Starring Jimmy Fallon», выполняя до этого ту же роль на «Поздней ночью с Джимми Фэллоном». Questlove также является одним из продюсеров альбома актёров бродвейского мюзикла Гамильтон. Он также сооснователь сайтов OkayPlayer и OkayAfrica. Кроме того, Questlove является адъюнкт-профессором Института Звукозаписи Клайва Дэвиса при Нью-Йоркском университете.
Questlove продюсировал записи таких исполнителей, как Элвис Костелло, Common, D’Angelo, Джилл Скотт, Эрика Баду, Билал, Jay-Z, Никка Коста и с недавних пор Букера Ти Джоунса, Эла Грина, Эми Уайнхаус, а также Джона Ледженда. Он является членом продакшн-групп Soulquarians, the Randy Watson Experience, the Soultronics, the Grand Negaz и the Grand Wizzards. В качестве автора он написал четыре книги.

## Ранние годы
Амир Калиб Томпсон родился в музыкальной семье в Филадедьфии 20 января 1971 года. Его отец, Артур Ли Эндрюс Томпсон, был из Голдсборо, Северная Каролина. Он был певцом, известным под именем Ли Эндрюс и был лидером группы ду-уап группы 50-х Lee Andrews & the Hearts. Мать Амира, Жаклин Томпсон, также была частью соул-группы Congress Alley из Филадельфии. Родители не хотели оставлять Амира с няней, поэтому они брали его с собой в туры. Он вырос, из-за наблюдая за ду-уап шоу. В возрасте семи лет Томпсон начал играть барабанах во время выступлений, а к 13 годам стал музыкальным директором.
Родители Questlove определили его в Филадельфийскую старшую школу творческих и исполнительских искусств. К моменту окончания школы он основал группу Square Roots (позже отказавшись от слова «квадрат») вместе со своим другом Тариком Троттером (Black Thought). Среди одноклассников Questlove в Филадельфийской старшей школе творческих и исполнительских искусств были Boyz II Men, джазовый басист Кристиан МакБрайд, джазовый гитарист Курт Роузенвинкел, джазовый органист Джоуи ДеФранческо и певица Амель Ларрье. Он посетил выпускной бал вместе с Ларрье. После окончания школы он посещал занятия по джазу и композиции в Музыкальной школе Settlement.
Томпсон начал выступать на Южной улице в Филадельфии, используя барабаны, а Тарик рифмовал поверх его ритмов и ударов. Томпсон и Джей Лоник, друг детства, были известны импровизационными перкуссионными боями «вызов и ответ» с пластиковыми ведрами, ящиками и тележками. Этот стиль воплотился в обычной расстановке ударной установки Томпсона, где большинство барабанов и тарелок располагались на уровне пояса, подражая его оригинальным уличным установкам.
Для платформы Okayplayer и интернет-телевидения OkayAfrica TV в 2011 году Квестлав сдал анализ ДНК, а генеалоги исследовали его родословную. ДНК Квестлав показала, что оба его биологических родителя имеют западноафриканское происхождение, в частности, народ менде (распространенный в основном в Сьерра-Леоне, а также Гвинее и Либерии).
В декабре 2017 года из телесериала PBS «Найди свои корни», который вел профессор Генри Луис Гейтс младший, Квестлав узнал, что он частично происходит от Чарльза и Мэгги Льюис, своих трижды прадедушки и прабабушки, которые были взяты в плен во время военных действий и проданы в рабство в порту Вида в Дагомее (ныне Бенин) капитану американского судна Уильяму Фостеру. Они были в числе 110 рабов, незаконно переправленных в Мобил, штат Алабама, в июле 1860 года на судне Клотильда. Это было последнее известное невольничье судно, перевозившее рабов в Соединенные Штаты. Questlove — единственный гость программы Гейтса, который является потомком рабов, о которых известно имя, корабль и откуда в Африке они прибыли.

## Карьера

### 1993—1996: Начало с The Roots
Вскоре состав The Roots был полностью укомплектован: Questlove был на ударных и перкуссии, Тарик Троттер и Малик Би на вокале, Джош Абрамс (Rubber Band) на басу (которого в 1994 году заменил Леонард Хабберд) и Скотт Сторч на клавишных. Во время выступления в Германии группа записала альбом под названием Organix, выпущенный Relativity Records в 1993 году.
Группа продолжала записываться, выпустив в 1995 и 1996 годах два альбома, получивших признание критиков, Do You Want More?!!!???! и Illadelph Halflife, соответственно.

### 1997—2003: Прорыв, эра Soulquarians и всплеск продуктивности
В 1999 году The Roots пробились в мейнстрим благодаря песне «You Got Me» (с участием Эрики Баду); песня принесла группе премию «Грэмми» за лучшее рэп-исполнение дуэтом/группой в 2000 году. Песня способствовала успеху их альбома "Things Fall Apart", который с тех пор был признан классическим и в итоге стал платиновым.
Questlove выступил в качестве исполнительного продюсера альбома D’Angelo «Voodoo» 2000 года, альбома Slum Village «Fantastic, Vol. 2» и альбомов Common «Like Water for Chocolate» и «Electric Circus». Помимо вышеупомянутых альбомов, он также участвовал в качестве барабанщика/продюсера в создании альбомов Эрики Баду «Baduizm» и «Mama’s Gun», альбома Dilated People «Expansion Team», Blackalicious «Blazing Arrow», Билала «1st Born Second», N*E*R*D «Fly or Die», Джошуа Рэдмена «Momentum» и Zap Mama «Axel Norman Ancestry In Progress», Фионы Эппл «Extraordinary Machine» и сольного материала Зака Де Ла Рочи, который до сих пор не издан.

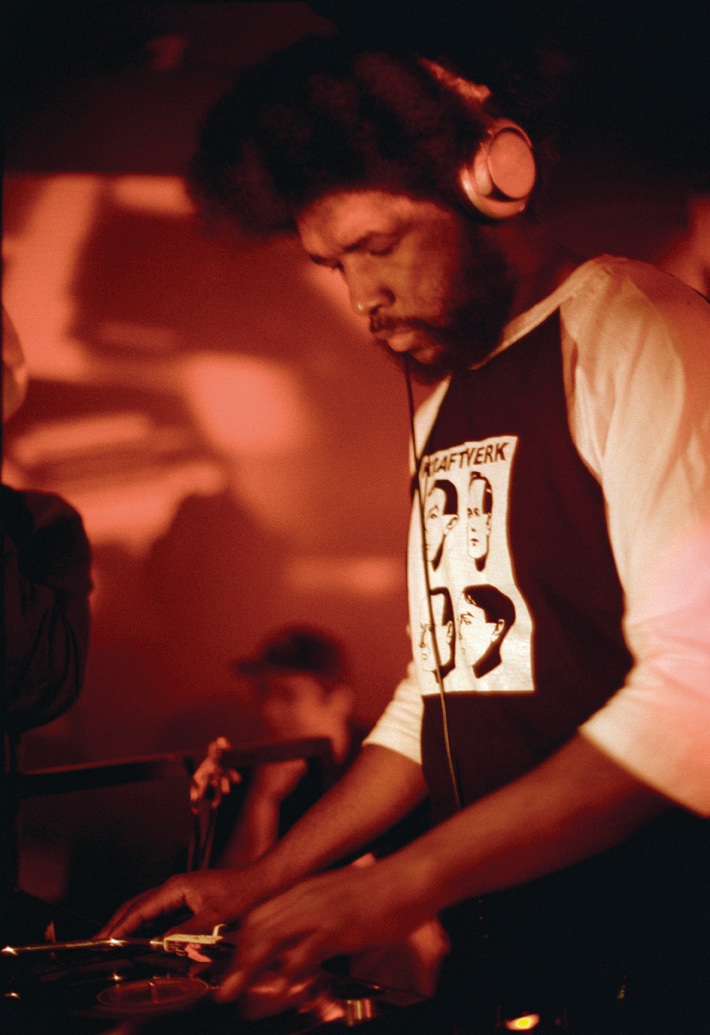
Вечеринка после шоу 1999, Германия

В 2001 году он в качестве барабанщика участвовал в написании совместного инструментального джазового альбома The Philadelphia Experiment с участием Кристиана МакБрайда и Ури Кейна, а также был диджеем компиляции "Questlove Presents: Babies Making Babies", выпущенного на лейбле Urban Theory Records в 2002 году. Он сыграл на ударных в песне Кристины Агилеры «Loving Me 4 Me» для её альбома 2002 года "Stripped". В 2002 году он вместе с The Roots выпустил получивший признание критиков альбом "Phrenology", который стал золотым.
В 2003 году он сыграл на барабанах в песне Джона Мейера «Clarity» из его второго альбома "Heavier Things". Он также сделал аранжировку и сыграл на барабанах в кавере Джосс Стоун на песню «Fell in Love with a Girl» группы White Stripes.

### 2004 год — настоящее время: Продолжение деятельности и другие проекты
В 2004 году Roots выпустили альбом "The Tipping Point", который имел более популярное звучание, предположительно из-за требований Interscope Records. Альбом был продан тиражом в 400 000 копий. В 2004 году Questlove появился в фильме Jay-Z «Fade to Black». Помимо участия в документальной части фильма, Questlove был барабанщиком/музыкальным директором всех частей фильма с концертной группой. В 2005 году Questlove вместе с такими исполнителями, как Мадонна, Игги Поп, Бутси Коллинз и Литтл Ричард, снялся в телевизионной рекламе телефона Motorola ROKR. Questlove также появился в коротком клипе в фильме 2005 года «Всё или ничего».

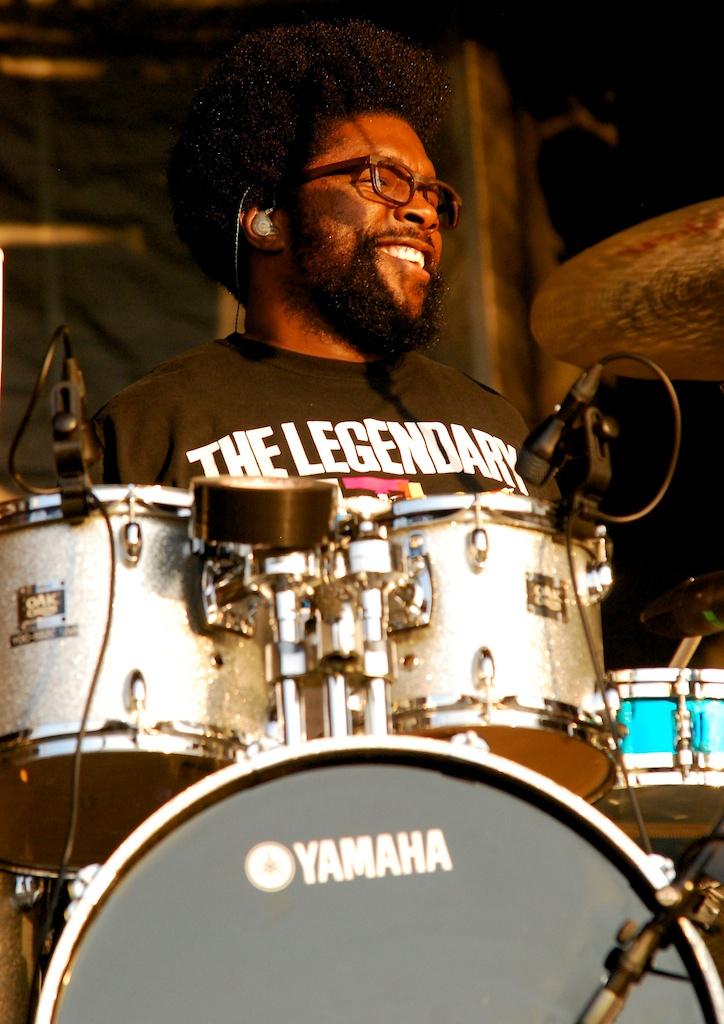
Questlove выступает с the Roots на Ottawa Bluesfest в 2011 году

В 2006 году Questlove появился в фильме "Dave Chappelle's Block Party", а также в нескольких сценках в «Шоу Шапелла». Среди них была сцена про Тупака «Утерянные эпизоды», а также фрагмент с участием Джона Мейера, в которой Квестлав выступает в парикмахерской, побуждая посетителей танцевать и читать рэп. Наряду с The Fugees и Джилл Скотт, Квестлав также выступал в 2004 году на уличном концерте в Бруклине и был музыкальным директором всего шоу. В апрельском номере журнала Esquire за 2006 год Questlove получил награду Esky за лучшую запись. В 2006 году Questlove был одним из немногих музыкантов, отобранных Стивом Ван Зандтом, чтобы поддержать Хэнка Уильямса-младшего в новой версии песни «All My Rowdy Friends Are Coming Over Tonight» для премьеры сезона (и официального дебюта на ESPN) "Monday Night Football". Наряду с его коллегами по рекламе Motorola ROKR, Бутси Коллинзом и Литтл Ричардом, в группу Questlove входили Рик Нильсен (Cheap Trick), Джо Перри (Aerosmith), Чарли Дэниелс и Берни Уоррелл. В том же году он появился в студийном альбоме "Fly" итальянского певца Дзуккеро Форначари.
В 2007 году Questlove совместно с продюсером Антонио «DJ Satisfaction» Гонсалесом, победителем конкурса VH1 «The Score», из группы Maniac Agenda, спродюсировал тему для передачи VH1 «Hip Hop Honors 2007». Questlove присоединился к Бену Харперу и Джону Полу Джоунсу на Bonnaroo SuperJam 16 июня 2007 года, отыграв 97-минутный сет.
2 марта 2009 года Questlove и the Roots начали свою работу в качестве домашней группы на шоу "Late Night with Jimmy Fallon". Он продолжает выступать с the Roots на "The Tonight Show Starring Jimmy Fallon", продолжая выполнять свои обязанности в "Поздней ночью с Джимми Фэллоном". Иногда он исполнял соло под названием «re-mixing the clips», где он использовал свои продюсерские и диджейские способности для дублирования видеоклипов, ритмичного воспроизведения аудиообразцов и одновременного проигрывания барабанных пауз.
В конце 2009 года, будучи помощником продюсера бродвейского спектакля «Fela!», Questlove пригласил Jay-Z в качестве продюсера. Сообщалось, что Уилл Смит и Джада Пинкетт Смит также подписали контракт в качестве продюсеров.
В январе 2010 года он писал материал с британской певицей Даффи для её второго альбома. Он снялся в рекламе недолговечного мобильного телефона Kin от Microsoft. В 2010 году он снялся в клипе Duck Sauce на песню «Barbra Streisand», а с группой the Roots выпустил альбом Dilla Joints с переложениями музыки продюсера J Dilla. Он участвовал в записи ударных в песне «You Got a Lot to Learn», которая была записана для третьего студийного альбома Evanescence с одноимённым названием, но не вошла в финальный релиз.
Questlove планировал сотрудничать с Эми Уайнхаус прежде чем она умерла в июле 2011 года. Он сказал: «Мы друзья по скайпу, и она хочет сделать проект с Мосом и мной. Как только она займется своей визой, это случится». Rolling Stone назвал твиттер Questlove номером 2 в списке 50 лучших музыкальных твиттеров. В июне 2011 года Questlove играл на барабанах вместе с басистом The Roots Оуэном Биддлом для кавера Karmin на песню Ники Минаж «Super Bass». Questlove занял 8-е место в рейтинге лучших барабанщиков всех времен по версии Rolling Stone.
В сентябре 2016 года Квестлав запустил еженедельное радиошоу на Пандоре — Questlove Supreme. Среди известных гостей были Соланж, Крис Рок, Майя Рудольф, и Пит Рок, помимо прочих.
Questlove дал интервью Алеку Болдуину для эпизода подкаста Болдуина "Here’s the Thing" на WNYC от 3 января 2017 года, где он пошутил, что «одержим» своим профилем в Википедии. Во время интервью он также рассказал о своих музыкальных и культурных интересах, о том, как группа Roots начала «движение» с тремя 15-местными фургонами, и о влиянии потери музыкальных икон в 2016 году.
Он также был музыкальным руководителем церемонии вручения премии «Оскар» в 2020 и 2021 годах, а также штатным диджеем шоу. Музыка для церемонии 2020 года была в основном ремикширована из композиций, созданных его группой The Roots, без участия штатного оркестра.
В 2021 году Questlove дебютировал в качестве режиссёра, сняв фильм "Лето соула (...или, когда революция не могла быть показана по телевидению" о культурном фестивале 1969 года в Гарлеме, на котором выступили Стиви Уандер, Sly and The Family Stone, Нина Симон, Махалия Джексон, Мэвис Стейплз, Би Би Кинг и многие другие лучшие исполнители соула, джаза, госпела и латины той эпохи. Фильм «Лето соула» получил главный приз жюри США и приз зрительских симпатий за документальный фильм на кинофестивале «Сандэнс» в 2021 году. Компания Searchlight Pictures, принадлежащая компании Disney, приобрела фильм для проката, установив новый рекорд кинофестиваля «Сандэнс» по цене приобретения документальных фильмов.

## Писательство
В 2007 году Questlove написал предисловие к книге "Check the Technique". 18 июня 2013 года он выпустил мемуары "Mo' Meta Blues: The World According to Questlove". 22 октября 2013 года издательство Harper Design опубликовало написанную Questlove книгу "Soul Train: The Music, Dance, and Style of a Generation".
Questlove выпустил свою третью книгу «Something To Food About: Exploring Creativity with Innovative Chefs», вместе с соавтором Беном Гринманом и фотографом Киоко Хамадой, которая была опубликована издательством Clarkson Potter Books 12 апреля 2016 года. В 2018 году Questlove стал автором саундтрека "The Michelle Obama Musiaqualogy" к мемуарам Мишель Обамы "Becoming".
В апреле 2018 года он также выпустил книгу Creative Quest, посвященную концепции и культивированию творчества.
Следующая книга Questlove, Music Is History, была опубликована в декабре 2021 года издательством Abrams Image. Книга исследует популярную музыку в контексте американской истории за последние пятьдесят лет, связывая вопросы расы, пола, политики и идентичности с точки зрения Questlove.

## Фильмография

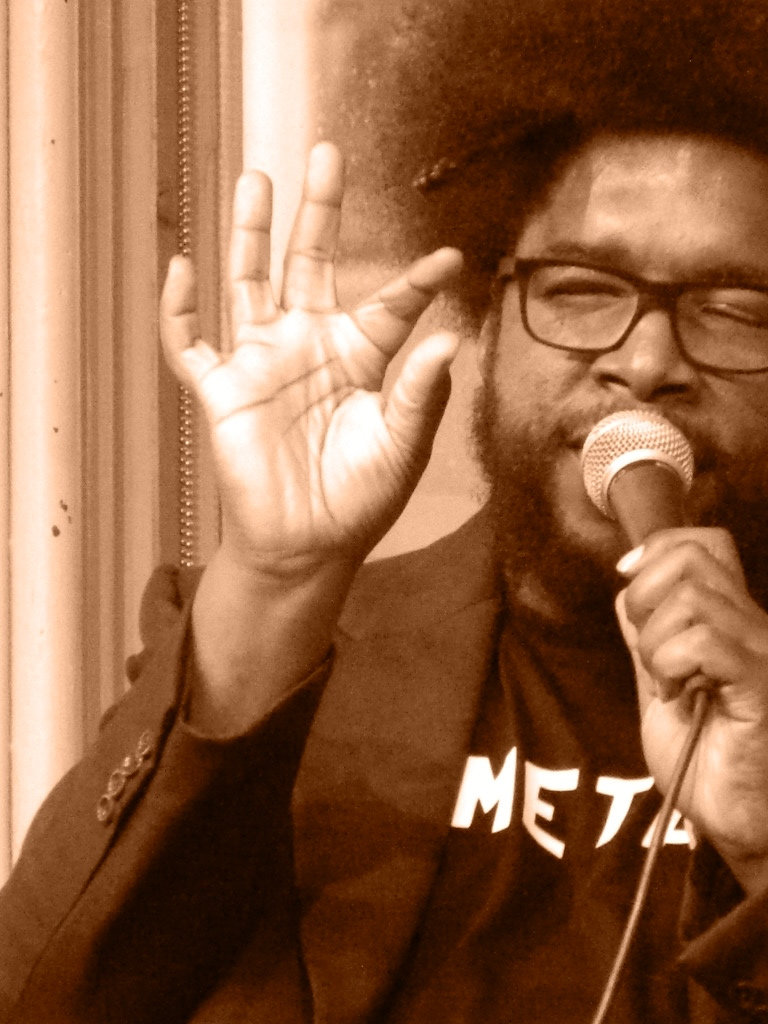
Questlove на подписи книг, 19 июня 2013

### Кино
| Год  | Название                                                                   | Роль                                                                               |
| ---- | -------------------------------------------------------------------------- | ---------------------------------------------------------------------------------- |
| 2000 | Bamboozled                                                                 | Актёр                                                                              |
| 2001 | Brooklyn Babylon                                                           | Актёр                                                                              |
| 2006 | Before the Music Dies                                                      | Камео                                                                              |
| 2011 | The Black Power Mixtape 1967–1975                                          | Камео                                                                              |
| 2011 | Beats, Rhymes & Life: The Travels of A Tribe Called Quest                  | Камео                                                                              |
| 2014 | Finding the Funk                                                           | Исполнительный продюсер                                                            |
| 2014 | Top Five                                                                   | Исполнительный музыкальный продюсер, компоитор                                     |
| 2014 | Mr. Dynamite: The Rise of James Brown                                      | Камео                                                                              |
| 2016 | Popstar: Never Stop Never Stopping                                         | Камео                                                                              |
| 2016 | Vincent N Roxxy                                                            | Компоитор                                                                          |
| 2019 | Someone Great                                                              | Камео                                                                              |
| 2020 | Душа                                                                       | Кёрли                                                                              |
| 2021 | Лето соула (...или, когда революция не могла быть показана по телевидению) | Режиссер Победитель – Премия «Оскар» за лучший документальный полнометражный фильм |

### Телевидение
| Year         | Title                                     | Role                                     | Notes          |
| ------------ | ----------------------------------------- | ---------------------------------------- | -------------- |
| 2003         | Street Time                               | Композитор                               | 1 эпизод       |
| 2004         | Шоу Шапелла                               | Оригинальная музыка для скетчей          | 12 эпизодов    |
| 2009–2014    | Late Night with Jimmy Fallon              | Музыкальный директор                     | 969 эпизодов   |
| 2009         | Yo Gabba Gabba!                           | Актёр                                    | 1 эпизод       |
| 2010         | Nickelodeon Presents History and Heritage | Композитор                               | Спешл          |
| 2010         | VH1 Rock Docs                             | Композитор                               | 1 эпизод       |
| 2011         | АйКарли                                   | Камео                                    | 1 эпизод       |
| 2011         | Philly's 4th of July Jam                  | Музыкальный директор                     | Спешл          |
| 2012         | Independent Lens                          | Композитор                               | 1 эпизод       |
| 2012         | Шоу Кливленда                             | Голос                                    | 1 эпизод       |
| 2012         | 2012 Soul Train Awards                    | Композитор                               | Спешл          |
| 2013         | Шоу Эрика Андре                           | Камео                                    | 1 эпизод       |
| 2013         | Top Chef                                  | Камео                                    | 1 эпизод       |
| 2013         | Say Yes to the Dress                      | Камео                                    | 1 эпизод       |
| 2014–15      | Внутри Эми Шумер                          | Композитор, актёр                        | 11 эпизод      |
| 2014         | Закон и порядок: Специальный корпус       | Актёр                                    | 1 эпизод       |
| 2014–present | The Tonight Show Starring Jimmy Fallon    | Музыкальный директор                     | 1 210 эпизодов |
| 2015         | Anthony Bourdain: Parts Unknown           | Камео                                    | 1 эпизод       |
| 2015         | Империя (телесериал)                      | Голос                                    | 1 эпизод       |
| 2015         | Шоу Джима Гаффигана                       | Камео                                    | 1 эпизод       |
| 2015         | Lucas Bros. Moving Co.                    | Голос                                    | 1 эпизод       |
| 2015         | Парки и зоны отдыха                       | Левондриус Мигл                          | 1 эпизод       |
| 2016         | SoundClash                                | Продюсер                                 | 1 эпизод       |
| 2016         | Hamilton's America                        | Дополнительное музыкальное сопровождение | Special        |
| 2016         | Night Train with Wyatt Cenac              | Актёр                                    | 1 эпизод       |
| 2016         | Roots                                     | Исполнительный музыкальный продюсер      | 1 эпизод       |
| 2016         | SPARKLE: A Don Quixote Story              | Продюсер                                 | 1 эпизод       |
| 2016–18      | Пьяная история                            | Камео                                    | 1 эпизод       |
| 2017-2020    | Finding Your Roots                        | Камео                                    | 2 эпизода      |
| 2019         | Улица Сезам                               | Камео                                    | 1 эпизод       |
| 2020         | Меломанка                                 | Исполнительный музыкальный продюсер      | 10 эпизодов    |
| 2020         | Saturday Night Live                       | Камео                                    | 1 эпизод       |
| 2022         | Миллиарды                                 | Диджей                                   | 1 эпизод       |